# Emma Lutteroth
Emma Lutteroth (* 27. Januar 1854 auf dem Gut Höltenklinken bei Oldesloe; † 9. März 1894 in München) war eine deutsche Malerin.

## Leben

### Familie
Emma Lutteroth war die Tochter des Juristen Christian Lutteroth, dem das Gut Klinken gehörte, und dessen Ehefrau Sara Susanne Mathilde (* 20. Januar 1826 in Frankfurt am Main; † 24. Juli 1914 in Hamburg), Tochter des Kaufmanns Samuel Passavant (1787–1855); sie hatte noch sieben Geschwister:
- Charlotte Marie Auguste Mathilde Lutteroth (* 11. September 1850 in Hamburg; † 11. Mai 1940 ebenda), verheiratet mit dem Bankier Arthur Lutteroth;
- Olga Lutteroth (* 15. April 1852 in Hamburg; † 26. Dezember 1867 in Altona);
- Georg Emil Ascan Lutteroth (* 4. April 1856 in Hamburg; † 5. September 1918 ebenda), Kaufmann und Versicherungsagent;
- Charlotte Ascania Jeanette Lutteroth (* 27. August 1858; † 20. April 1904 in London), verheiratet mit dem Kaufmann Karl Reitz (* 19. März 1853 in Frankfurt am Main);
- Helene Therese Isolda Lutteroth (* 12. April 1861);
- Alexander Lutteroth (* 1. März 1863; 10. Juli 1953 in Hamburg), Rechtsanwalt;
- das Jüngste der Geschwister verstarb bei der Geburt am 1. März 1863.

Ihr Großvater war der Kaufmann und Senator Ascan Wilhelm Lutteroth. Ihre Tante Louise Johanne Helene Lutteroth (1829–1904) war mit dem Generalmajor Egbert von Legat verheiratet.
Ihr Cousin war der Maler Ascan Lutteroth.
In Hamburg lebte ihre Familie im Pöseldorfer Weg 1.
Sie nahm sich in München durch einen Pistolenschuss ins Herz das Leben. Ihr Nachlass umfasste 118 Seestücke und wurde unter anderem an den Prinzregenten Luitpold von Bayern versteigert.

### Werdegang
Emma Lutteroth erhielt anfänglich eine Ausbildung bei den Hamburger Landschaftsmalern Carl Oesterley und Heinrich Vosberg und von 1876 bis 1880 studierte sie in Karlsruhe bei dem Marinemaler Hans Frederik Gude.
1880 wurde sie in München in der Schwanthalstr. 25 und später in der Landwehrstr. 50 ansässig und war selbständig tätig.
Auf den Kunstausstellungen in Hannover 1880 und 1894 wurden unter anderem ihre Marinebilder von der norwegischen Küste und von Venedig gezeigt.
In München stand sie in Kontakt mit dem norwegischen Schriftsteller Henrik Ibsen sowie der Schriftstellerin Hermione von Preuschen, deren Novelle Meine Freundin biografische Züge von Emma Lutteroth trägt.

## Ausstellungen
- 1880: Ausstellung der Königlichen Akademie der Künste in Berlin.[9]
- 1880: Kunstausstellung in Hannover.
- 1883: Jahresausstellung in Wien.
- 1887: Frühjahrsausstellung in Hamburg.
- 1888: Jubiläumsausstellung in München.
- 1889: Jahresausstellung in München.[10]
- 1890 Allgemeine Kunstausstellung in Bremen.
- 1891: Große Berliner Kunstausstellung.
- 1891: Internationale Kunstausstellung in Berlin.[11]
- 1893: Große Berliner Kunstausstellung.
- 1893: Ausstellung im Münchner Glaspalast.
- 1893: Kunstausstellung in Danzig.
- 1893: Ausstellung im Sächsischen Kunstverein in Dresden.
- 1894: Kunstausstellung in Hannover.

## Werke (Auswahl)
- Skizzenbuch und drei Aquarelle von Emma Lutteroth befinden sich in Hamburger Privatbesitz.